# Discopodium penninervium
Discopodium penninervium är en potatisväxtart som beskrevs av Ferdinand von Hochstetter. Discopodium penninervium ingår i släktet Discopodium och familjen potatisväxter. Inga underarter finns listade i Catalogue of Life.